# Novosevastopol, Bereznehuvate
Novosevastopol (în ucraineană Новосевастополь) este localitatea de reședință a comunei Novosevastopol din raionul Bereznehuvate, regiunea Mîkolaiiv, Ucraina.

## Demografie
Componența lingvistică a localității Novosevastopol
     Ucraineană (96,41%)
     Rusă (1,8%)
     Română (1,62%)
     Alte limbi (0,18%)
Conform recensământului din 2001, majoritatea populației localității Novosevastopol era vorbitoare de ucraineană (96,41%), existând în minoritate și vorbitori de rusă (1,8%) și română (1,62%).